# Кто боится Вирджинии Вулф? (пьеса)
«Кто бои́тся Вирджи́нии Вулф?», или «Не бою́сь Вирджи́нии Вулф» (англ. Who's Afraid of Virginia Woolf?) — пьеса американского драматурга Эдварда Олби, впервые поставленная на Бродвее в 1962 году.
На русском языке пьеса публиковалась в переводе Н. А. Волжиной.

## Название пьесы
Английское название пьесы — аллюзия на песню Трёх поросят «Who’s Afraid of the Big Bad Wolf?» («Кто боится большого злого волка?», русскоязычному зрителю более знаком вариант «Нам не страшен серый волк…» — из пересказа сказки С. В. Михалкова, в 1968 году вышедшего на грампластинке студии «Мелодия» в исполнении Н. Литвинова) из классического мультфильма студии Disney, с заменой «Большого злого волка» на писательницу Вирджинию Вулф. Олби говорил в одном из интервью, что когда-то увидел надпись «Who’s Afraid of Virginia Woolf?» на зеркале в баре и вспомнил её, приступая к созданию пьесы.

## Структура пьесы
Пьеса в трёх действиях, каждое с подзаголовком:
- «Игры и забавы» (Fun and Games),
- «Вальпургиева ночь» (нем. Walpurgisnacht),
- «Изгнание беса» (англ. The Exorcism — «Экзорцизм»).

В пьесе всего четыре персонажа, семейные пары: Джордж (George) и Марта (Martha), Ник (Nick) и Хани (Honey). Все события разворачиваются в гостиной дома Джорджа и Марты.

## Сюжет
Молодая пара, новый преподаватель колледжа Ник с супругой, поздно ночью приходят в гости к дочери президента колледжа Марте и её мужу. Все находятся в состоянии подпития, так как тем вечером была вечеринка, где они познакомились. Джордж и Марта постоянно скандалят друг с другом и втягивают в свою «игру» и гостей. Становится понятно, что их семейная жизнь — непрекращающаяся война. В беседе с женой Ника Марта упоминает о своем сыне, хотя Джордж по неизвестной пока причине пытался ей запретить поднимать эту тему. Исчерпав способы вывести Джорджа из себя, Марта едва ли не на его глазах изменяет ему с Ником. В отместку Джордж рассказывает Марте, что их сын погиб, причём Марта реагирует на эту новость странно: упрекает Джорджа в том, что он не имел права решать такие вопросы в одиночку. Ник догадывается, что на самом деле никаких детей у хозяев дома нет — они просто играли в очередную «игру», и Марта нарушила правила. Потрясенные гости рано утром уходят из дома Джорджа и Марты. Хозяева остаются в очередном подобии перемирия.

## Отказ в присуждении Пулитцеровской премии
В 1963 году Олби мог бы получить Пулитцеровскую премию (в номинации «за драматическое произведение для театра»), но попечители Колумбийского университета наложили вето на выбор жюри, и премия в том году вообще не была вручена в этой номинации. Причиной отказа стало присутствие в произведении обсценной лексики и сексуальной тематики.

## Постановки
Некоторые постановки пьесы в СССР, Украине и России.
- 1984 — «Кто боится Вирджинии Вулф?»" на сцене театра «Современник». Режиссёр Валерий Фокин, в ролях: Г. Волчек (Марта), В. Гафт (Джордж), М. Неёлова (Хани), А. Кахун (Ник).
- 1986 — «Кто боится Вирджинии Вулф?» на сцене Ленинградского государственного театра имени Ленинского комсомола[5]. Режиссёр — Геннадий Егоров, художник — Валентина Малахиева. В роли Марты — Нина Мамаева, в роли Джорджа — Рудольф Кульд, в роли Ника — Алексей Арефьев, в роли Хани — Ирина Конопацкая.
- 1995 — «Не боюсь серого волка». Киевский академический Молодой театр. Режиссёр — Андрей Жолдак. Роли исполняют: Ада Роговцева, Богдан Ступка, Богдан Бенюк, Виктория Спесивцева[6].
- 2006 — «Кто боится Вирджинии Вульф?». Государственный драматический театр «Приют комедианта» (Санкт-Петербург). Режиссёр — Василий Сенин. Роли исполняют: народная артистка России Лариса Луппиан, Дмитрий Воробьёв, Софья Горелик и Сергей Перегудов[7].
- 2014 — «Кто боится Вирджинии Вулф?». Московский театр юного зрителя (МТЮЗ). Режиссёр — Кама Гинкас. Роли исполняют: Ольга Демидова (Марта), Игорь Гордин (Джордж), Мария Луговая (Хани), Илья Шляга (Ник)[8][9].
- 2015 — «Кто боится Вирджинии Вулф?». Академический драматический театр имени В. Ф. Комиссаржевской. Режиссёр — Эникё Эсеньи[венг.]. Роли исполняют: Анна Вартаньян (Марта), Александр Кудренко (Джордж), Полина Воробьева (Хани), Иван Батарев (Ник).
- 2022 — «Кто боится Вирджинии Вулф?». Театр Наций. Режиссёр — Данил Чащин. Роли исполняют: Агриппина Стеклова (Марта), Евгений Миронов (Джордж), Мария Смольникова (Хани), Александр Новин (Ник).

## Экранизации
- 1966 — Кто боится Вирджинии Вулф?, реж. Майк Николс, США
- 1992 — Кто боится Вирджинии Вулф? — российский фильм-спектакль